# Karol Alexandrowicz (prawnik)
Karol Alexandrowicz znany także jako Charles Henry Alexandrowicz (ur. 13 października 1902 we Lwowie, zm. 26 września 1975 w Londynie) – polsko-brytyjski prawnik, badacz prawa międzynarodowego oraz prezes Banku Gospodarstwa Krajowego. Dyrektor generalny Europejskiej Centralnej Organizacji Transportu Śródlądowego w latach 1945-1947. Nominowany do Pokojowej Nagrody Nobla w 1961, 1962 i 1964 roku. 

## Życiorys
Urodził się 13 października 1902 roku we Lwowie na terenie Austro-Węgier. Jego ojcem był Franciszek Alexandrowicz - generał dywizji Wojska Polskiego, generał-major armii austro-węgierskiej oraz kawaler orderu Virtuti Militari. Początkowo kształcił się w Schottengymnasium w Wiedniu, po odzyskaniu niepodległości przez Polskę rozpoczął studia prawnicze na Uniwersytecie Jagiellońskim, gdzie obronił doktorat w 1926 roku. Specjalizował się w prawie małżeńskim; publikował szeroko również z zakresu prawa kanonicznego. W czasie studiów ze względu na konsekwencje różnic w prawie małżeńskim państw zaborczych zainteresował się prawem porównawczym. Po studiach pracował w Banku Polskim. W latach 1930–1939 odbywał praktyki prawnicze w Krakowie i Katowicach. W latach 1931–1932 wydawał konserwatywne katolickie czasopismo Żywe Słowo Księdza Oraczewskiego. W 1934 roku prowadził badania w Paryżu, gdzie został członkiem Société d’histoire du droit.   
Walczył w Wojsku Polskim w czasie kampanii wrześniowej (brał udział m.in. w walkach o Lwów), potem przekroczył granicę rumuńską. Był zdecydowanym przeciwnikiem Sanacji. Początkowo przebywał w Bukareszcie w Rumunii, po krótkim aresztowaniu przez Żelazną Gwardię ewakuował się do Stambułu, a następnie przez Kair i Freetown dotarł do Londynie. W Londynie brał udział w strukturach Rządu Rzeczypospolitej Polskiej na uchodźstwie; w latach 1941-1946 był doradcą finansowym ambasady RP i w latach 1943-1946 prezesem Banku Gospodarstwa Krajowego. W latach 1942–1945 służył w Home Guard. W 1945 roku został mianowany dyrektorem generalnym Europejskiej Centralnej Organizacji Transportu Śródlądowego, będącej organizacją wyspecjalizowaną ONZ. Funkcję tę pełnił do 1947 roku, w którym organizacja została wchłonięta przez Europejską Komisję Gospodarczą.  
W 1948 roku został członkiem Lincoln's Inn i powrócił do zajmowania się prawem. W 1950 roku uzyskał obywatelstwo brytyjskie. W 1951 roku wyjechał do Indii na zaproszenie Uniwersytetu w Madrasie. Był jednym z założycieli i szefem pierwszego w Indiach wydziału prawa międzynarodowego i konstytucyjnego. Wydał szereg publikacji na temat indyjskiego prawa. Jest uważany za jednego z twórców tzw. madraskiej szkoły prawa. Był doradcą premiera Jawaharlala Nehru. W latach 1961–1967 wykładał na Uniwersytecie w Sydney. Po pobycie w Sydney wrócił do Anglii; zmarł 26 września w szpitalu w Croydon w Londynie. 

## Wyróżnienia
Alexandrowicz w swoich pracach krytykował eurocentryczne podejście do prawa międzynarodowego i podkreślał uniwersalistyczną tradycję prawa międzynarodowego zakorzenioną w pracach teoretyków prawa naturalnego (np. Hugo Grocjusza). W swojej pracy The Law of Nations in Global History opisał teorię, praktykę i historię prawa międzynarodowego oraz zagadnienia polityczne. Uznawany jest za wybitnego historyka prawa międzynarodowego, znanego z propagowania wpływu i perspektyw globalnego wschodu i południa w tej dziedzinie. Był nominowany do Pokojowej Nagrody Nobla w 1961, 1962 i 1964 roku. Nominację z 1964 roku uzasadniono założeniem Indyjskiego Rocznika Spraw Międzynarodowych i Towarzystwa Grocjańskiego oraz wzmocnieniem więzi między narodami świata, zwłaszcza Azji i Zachodu. Przez Komitet Noblowski uznawany za Austriaka. 

## Wybrane publikacje
- International Economic Organisations (1953)[9]
- Constitutional Development in India (1957)[10]
- World Economic Agencies, Law and Practice (1962)
- An Introduction to the History of the Law of Nations in the East Indies (1967)
- The Law of Global Communications (1971)
- The European-African Confrontation. A Study in Treaty Making (1973)[11]
- The Law-Making Functions of the Specialised Agencies of the United Nations (1973)[12]